# Colorant au soufre
 (juillet 2018).
Si vous disposez d'ouvrages ou d'articles de référence ou si vous connaissez des sites web de qualité traitant du thème abordé ici, merci de compléter l'article en donnant les références utiles à sa vérifiabilité et en les liant à la section « Notes et références ».
Les colorants au soufre sont des colorants utilisés pour teindre de façon assez économique des fibres cellulosiques, principalement dans des nuances sombres (noir, brun, bleu foncé). Insolubles à l'état oxydé, ils sont rendus solubles  par réduction à la soude caustique pour la teinture, dans un procédé analogue aux colorants de cuve, plus chers.
Les colorants s'obtiennent par action du soufre sur des composés organiques, notamment sur le 2-4-dinitrophénol (Sulphur Black 1) ou le toluène-2-4-diamine et la 4-nitroaniline (Sulphur Brown 12).

## Principe

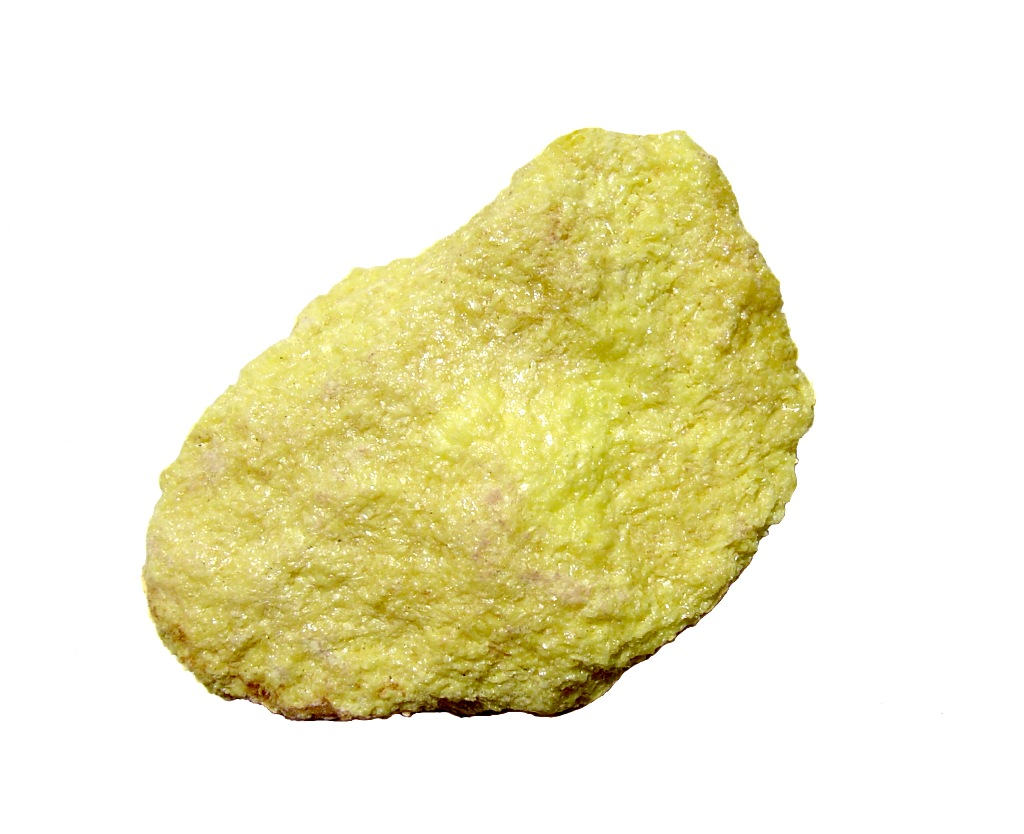
Du soufre.

Pour teindre, il faut au préalable solubiliser les colorants au soufre (on dit « réduire » ou « cuver » dans le jargon textile). Cela se faisait jadis avec du soufre en bâton (qui contient des impuretés) et de la soude caustique. Actuellement, on utilise du sulfhydrate de soude (une solution prête à l'emploi, débarrassée des impuretés contenues dans les bâtons de soufre, qui a une odeur d'œufs pourris) avec un complément de soude caustique.  L'hydrosulfite de soude peut aussi convenir, mais rend le procédé plus coûteux. 
Les auxiliaires de teinture sont :
- chlorure ou sulfate de soude pour favoriser l'« épuisement » (montée du colorant sur la fibre) ;
- un excès de sulfhydrate et de soude caustique pour maintenir le colorant à l'état réduit ;
- un antioxydant pour neutraliser l'action de l'air sur le tissu lorsqu'il sort du bain (dans certaines machines modernes totalement fermée, on remplace l'air par de l'azote) ;
- un mouillant pour aider la pénétration au sein du fil ;
- un lubrifiant (pour favoriser le glissement des plis les uns sur les autres).

Le bain est porté progressivement à ébullition, reste en cet état pendant 45 à 60 minutes (toujours pour favoriser la pénétration), puis est refroidi à 80 °C pour l'« échantillonnage » (vérification de la nuance obtenue) ; la correction éventuelle se fait par addition des colorants manquants.
Suivent rinçage et oxydation.
L'oxydation a pour but de régénérer le colorant sous sa forme insoluble au sein de la fibre. Elle se fait à l'air libre, mais est de plus en plus souvent remplacée par l'utilisation un oxydant tel que l'eau oxygénée ou par d'autres générateurs d'oxygène). 
Le rinçage et le (ou les) savonnages à l'ébullition permettent obtenir une bonne solidité au frottement et d'éviter le dégorgement (souillures des autres fibres pouvant accompagner l'article confectionné ou de linges lavés simultanément).

## Avantages et défauts
Le prix de revient de ce type de teinture est assez bas. La résistance au lavage est très bonne. La nuance pâlit au lavage mais reste dans le ton. 
Les points faibles sont la résistance au chlore (eau de Javel) et au frottement.
Ce mode de teinture assez polluant est de moins en moins utilisé, vu le contexte écologique.
Une famille de colorants au soufre, les « indocarbones », possède une bonne solidité au chlore.